# Средиземноморский сокол

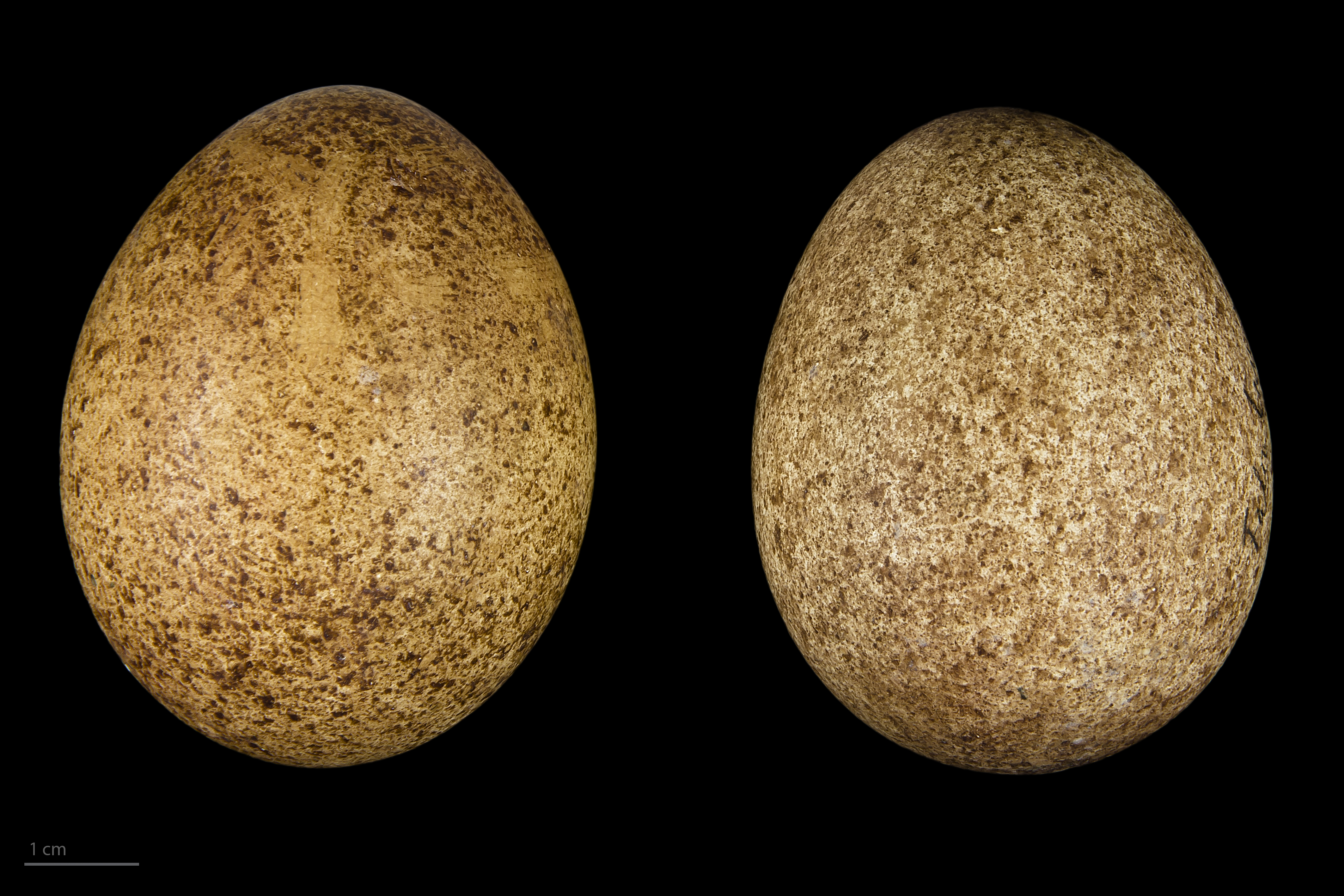
яйцо Falco biarmicus feldeggii - Тулузский музеум

Средиземномо́рский со́кол, или ла́ннер (лат. Falco biarmicus) — крупная хищная птица семейства соколиных.

## Описание
Крупный сокол 43—50 см длиной, размах крыльев у самцов до 100 см, у самок до 110 см. Оперение верха коричнево-серого цвета, макушка и затылок рыжеватого цвета.

## Места обитания
Распространён в Африке, на Аравийском полуострове, в Малой Азии, Италии и на Балканском полуострове. Обитает преимущественно на открытых пространствах каменистых пустынь и полупустынь, реже на скалистых побережьях.

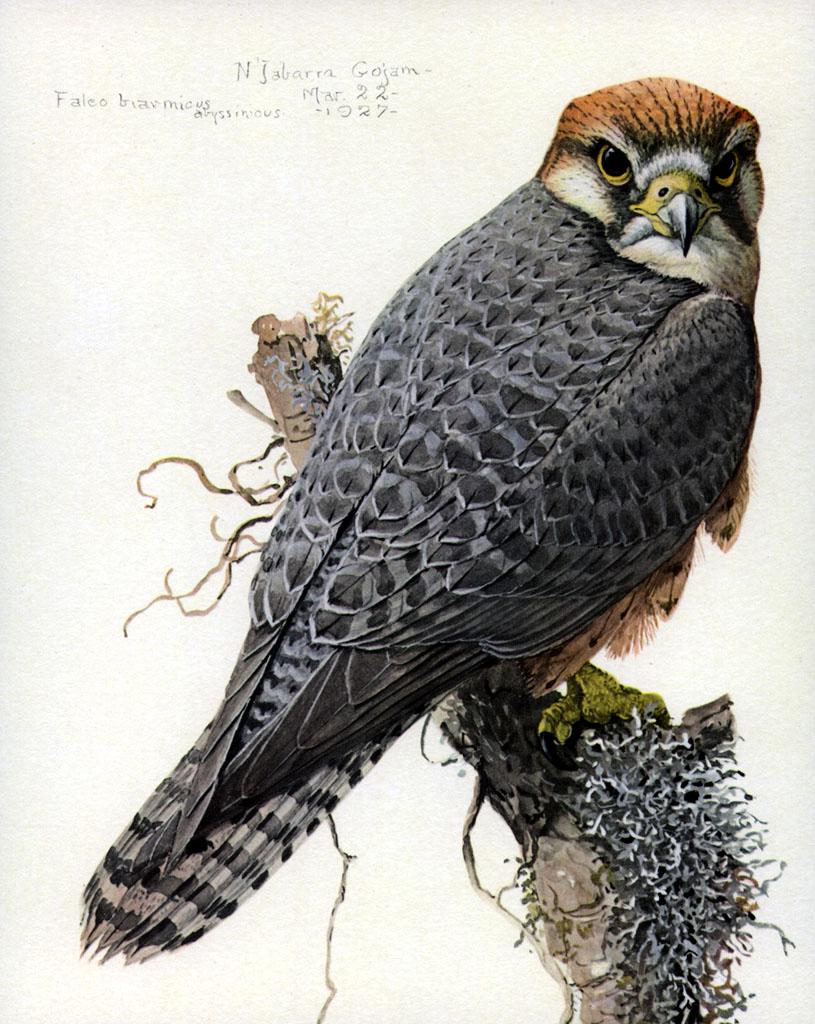

## Размножение
Гнездится на выступах скал, в старых гнёздах. В марте самка откладывает 3—4 яйца, которые высиживает затем в течение 32—35 дней. Самец в это время заботится о её пропитании. Пара птиц остаётся на весь год вместе и не покидает свою территорию. Молодые птицы летают по округе, пока не образуют пару и не найдут себе собственную территорию.

## Питание
В период выкармливания птенцов самец с самкой охотятся вместе. При этом они вспугивают свою добычу и по очереди пытаются её ударить. Охотятся на галок, степную пустельгу или обыкновенную пустельгу, сизого голубя или кеклика, которых ловят в воздухе. В бедных кормом пустынных областях свою добычу кроликов, крыс, ящериц или жуков ловят на земле.

## Охрана
Всемирный союз охраны природы оценивает общую популяцию от 100 000 до 1 миллиона особей, отмечая тенденцию к росту. Данному виду опасность не угрожает.